# Jönköpingsbygdens släktforskarförening
Jönköpingsbygdens släktforskarförening eller JBSF är en släktforskarförening med säte i Jönköping. Föreningen bildades 1977. En tidskrift kallad Rotposten ges ut 2 gånger per år.
I föreningslokalen finns resurser tillgängliga för släktforskare. Viss utgivning av skrifter sker, resor till för släktforskare intressanta platser och evenemang ordnas återkommande.